# Aplonis mavornata
Aplonis mavornata là một loài chim trong họ Sturnidae.